# Tracy Austin
Tracy Ann Austin Holt (sinh ngày 12 tháng 12 năm 1962) là một cựu vận động viên quần vợt số 1 thế giới người Mỹ. Cô đã giành được ba danh hiệu Grand Slam: danh hiệu đơn nữ tại giải Mỹ mở rộng năm 1979 và 1981, và danh hiệu đôi nam nữ tại Giải vô địch Wimbledon 1980. Ngoài ra, cô đã giành chức vô địch WTA Tour năm 1980 và chức vô địch Toyota cuối năm vào năm 1981, cả hai đều ở nội dung đánh đơn. Một loạt chấn thương và một tai nạn ô tô nghiêm trọng đã rút ngắn sự nghiệp của cô. Cô là nhà vô địch đơn nữ Mỹ mở rộng trẻ nhất trong lịch sử và là người trẻ tuổi nhất lọt vào Đại sảnh Danh vọng Quần vợt Quốc tế trong lịch sử ở tuổi 29. Austin đã giành được 30 danh hiệu đơn trong sự nghiệp của mình, trên tất cả các bề mặt thi đấu: đất nện (cả đỏ và xanh), thảm trong nhà, cỏ và sân cứng.

## Phong cách
Austin sở hữu lối chơi bám vạch cuối sân chắc chắn, với cú thuận tay mạnh mẽ và trái tay bằng hai tay đáng tin cậy. Cú đánh yêu thích của cô là trái tay xuống sát cuối sân và cô coi cú trái tay của mình có lực và độ chính xác cao hơn thuận tay. Cô có khả năng bao quát sân tuyệt vời và đưa bóng đi sâu, với tốc độ đáng kể và độ chính xác cao. Thường thì khía cạnh này trong khi thi đấu của cô đã làm lu mờ khả năng lên lưới của Austin, với một danh hiệu đôi nam nữ Wimbledon với anh trai John của cô. Cú giao bóng đầu tiên của Austin là một cú đánh thành công với tỷ lệ phần trăm cao ở nhịp độ trung bình. Cú giao bóng của cô có hiệu quả tốt trên tất cả các bề mặt sân, và mặc dù cú giao bóng thứ hai của cô được mô tả là thiếu khả năng thâm nhập, nhưng Austin hiếm khi phạm lỗi kép.

## Sự nghiệp

### 1977 đến 1980
Vào tháng 1 năm 1977, cô giành được danh hiệu đơn chuyên nghiệp đầu tiên, đánh bại Stacy Margolin tại sự kiện Avon Futures ở Portland. Là một vận động viên nghiệp dư, cô không thể nhận tiền thưởng của giải. Ở trận ra mắt Wimbledon năm 1977, cô đã lọt vào vòng ba, nơi cô để thua Chris Evert, hạt giống hàng đầu. Vào tháng 9 năm đó, cô có trận ra mắt US Open ở tuổi 14 và lọt vào tứ kết trước khi thua Betty Stöve, hạt giống số năm.
Austin chuyển sang thi đấu chuyên nghiệp vào tháng 10 năm 1978. Cùng tháng đó, cô giành danh hiệu đơn chuyên nghiệp đầu tiên, đánh bại Betty Stöve trong trận chung kết Porsche Tennis Grand Prix ở Filderstadt, Tây Đức. Cô tiếp tục giành chiến thắng trong các giải đấu ở Tokyo và Washington, đánh bại Martina Navratilova trong cả hai trận chung kết.
Austin đánh bại Billie Jean King, khi đó 35 tuổi ở tứ kết Giải vô địch Wimbledon 1979, sau đó thua Martina Navratilova trong các set liên tiếp ở bán kết. Austin sau đó trở thành nhà vô địch Mỹ mở rộng trẻ nhất, khi mới 16 tuổi và 9 tháng, bằng cách đánh bại hạt giống số hai Navratilova trong trận bán kết và hạt giống số một Chris Evert trong trận chung kết. Evert đã cố gắng giành danh hiệu này năm thứ năm liên tiếp nhưng thất bại trong trận này. Đầu năm đó, Austin đã kết thúc chuỗi 125 trận thắng của Evert trên sân đất nện bằng cách đánh bại cô trong ba set ở trận bán kết Giải Ý mở rộng. Hãng thông tấn AP đã vinh danh Austin là Nữ vận động viên của năm vào năm 1979.
Austin đã thua trong trận bán kết của cả hai giải Grand Slam mà cô đã chơi vào năm 1980. Evonne Goolagong Cawley, hạt giống thứ tư và là nhà vô địch cuối cùng, đã đánh bại Austin tại Giải vô địch Wimbledon. Với tư cách là hạt giống hàng đầu và là nhà ĐKVĐ tại Mỹ mở rộng, Austin được kỳ vọng sẽ kéo dài chuỗi 5 trận toàn thắng trước Evert xếp hạng hạt giống thứ ba. Austin dẫn trước 4–0 trong set đầu tiên trước khi Evert thắng 16 trong 20 game cuối cùng để giành chiến thắng trong trận đấu. Evert tiếp tục đánh bại Hana Mandlíková trong trận chung kết. Austin được xếp hạng là tay vợt đánh đơn số 1 thế giới vào năm 1980 trong hai tuần (7–20 tháng 4) và sau đó là 19 tuần (7 tháng 7 đến 17 tháng 11), một phần vì cô đã có điểm cao vào các thời điểm kết thúc giải. Austin đánh bại Navratilova để giành chức vô địch Avon vào tháng 3 và Andrea Jaeger để giành chức vô địch Colgate Series 1980 vào tháng 1 năm 1981. Năm 1980, Austin giành chức vô địch đôi nam nữ Wimbledon cùng với anh trai John, trở thành đội anh em ruột đầu tiên cùng nhau giành được danh hiệu Grand Slam.

### 1981 đến 1983
Trong bốn tháng đầu năm 1981, Austin chỉ chơi hai giải vì chấn thương mãn tính. Trên sân cỏ, cô đã bảo vệ danh hiệu đơn của mình tại Eastbourne International ở Vương quốc Anh vào tháng 6 mà không thua set nào. Sau Wimbledon, Austin đã thắng 26 trận liên tiếp và vô địch 4 giải đấu liên tiếp. Cô đánh bại Pam Shriver trong trận chung kết Wells Fargo Mở rộng ở San Diego, và ba tuần sau, cô đánh bại cả Navratilova và Evert trong các set liên tiếp để giành chức vô địch Canada Mở rộng tại Toronto. Là tay vợt hạt giống thứ ba tại Mỹ mở rộng, Austin đã đánh bại hạt giống thứ tư Navratilova trong trận chung kết kéo dài 3 set. Navratilova, tuy nhiên, đã chấm dứt chuỗi chiến thắng của Austin trong trận chung kết Giải vô địch trong nhà Hoa Kỳ. Ở châu Âu vào mùa thu, Austin thua Sue Barker ở tứ kết Brighton International ở Brighton, Vương quốc Anh, nhưng đã phục hồi vào tuần sau đó để đánh bại Navratilova trong trận chung kết Porsche Tennis Grand Prix ở Stuttgart, Tây Đức. Tại giải Grand Slam cuối cùng trong năm, Austin được xếp hạt giống thứ hai nhưng để thua hạt giống thứ sáu Shriver ở tứ kết Australian Open. Giải vô địch Toyota Series cuối năm 1981 có hai trận đấu với Evert và một trận đấu với Navratilova. Evert đã thắng trong trận đấu vòng tròn một lượt với Austin, sau đó Austin đánh bại Evert trong trận bán kết của họ. Austin đã vô địch giải đấu với chiến thắng ba set trước Navratilova. Hãng tin AP lần thứ hai vinh danh Austin là Nữ vận động viên của năm 1981.
Austin là đối thủ đầu tiên của Steffi Graf khi tay vợt người Đức ra mắt chuyên nghiệp tại Porsche Tennis Grand Prix năm 1982 ở Stuttgart. Austin đánh bại Graf khi đó 13 tuổi với tỷ số 6–4, 6–0.
Chấn thương lưng và chứng đau thần kinh tọa tái phát sau đó bắt đầu làm giảm hiệu quả của Austin và khiến cô phải nghỉ thi đấu một thời gian dài. Billie Jean King, hạt giống thứ mười hai, đã đánh bại Austin, hạt giống thứ ba ở tứ kết Wimbledon 1982. Tuy nhiên, vài tuần sau, Austin đã giành được danh hiệu đơn nữ cấp cao thứ 30 và cuối cùng của cô ở San Diego. Austin đã có một màn thể hiện tốt tại Giải vô địch Toyota Series kết thúc mùa giải năm 1982, nơi cô đánh bại Jaeger, tay vợt số 3 thế giới, trong các set liên tiếp để vào bán kết. Tuy nhiên, cô đã không thể lặp lại chiến thắng năm 1981 trước Evert, người đã đánh bại cô ở bán kết.
Năm 1983, cô là á quân tại Family Circle Cup, thua Navratilova ba set trong trận chung kết. Cô cũng lọt vào tứ kết giải Pháp mở rộng.